# Stetsonia coryne
El cactus Stetsonia coryne és l'única espècie del gènere Stetsonia, originària dels deserts baixos del nord-oest de l'Argentina, i a Bolívia. Va ser nomenada en honor de Francis Lynde Stetson, de Nova York.

## Descripció
La planta és de port arborescent, i pot arribar als 12 m d'alçada. El tronc és gruixut i curt. Fa uns 4 dm de diàmetre i es presenta ramificat amb articles que mesuren generalment més de 6 dm de llarg. Aquests són de color verd brillant, encara que es tornen de color gris verdós amb l'edat.
Les costelles són 8 o 12, sobresurten aproximadament 15 mm i són arrodonides.
Les arèoles són ovalades i recobert amb feltres, encara que amb l'edat es tornen glabres.

Les espines radials es disposen en nombre d'entre 7 i 9, fan uns 2-5 cm de longitud i estan engrossides a la base. Existeix una única espina central, recta i més robusta, que pot fer fins a 8 cm de longitud. Totes són de color negre o castany groguenc, encara que amb el temps es tornen blanques amb l'extremitat fosca.

Floreix d'octubre a abril i les flors fan uns 15 cm de longitud. Neixen lateralment en les proximitats de l'àpex i són de color verd per fora i blanc per dins, d'obertura nocturna, es tanquen a mig matí. Fructifica de gener fins a maig i el seu fruit és una baia carnosa de 4 cm de diàmetre, groguenca, amb escates petites, la polpa àcida i perfumada, conté abundants llavors castanyes.

## Cultiu
Els exemplars joves agraeixen la semiombra, encara que els adults requereixen ple sol. Es multiplica per llavor o esqueix.
Resistent a l'aridesa extrema i viu en ambients de plana i muntanya. Té una gran concentració d'alcaloides, sobretot mescalina. Suporta fins als -7 °C breument, només quan és una planta adulta (grans dimensions). Reg moderat.

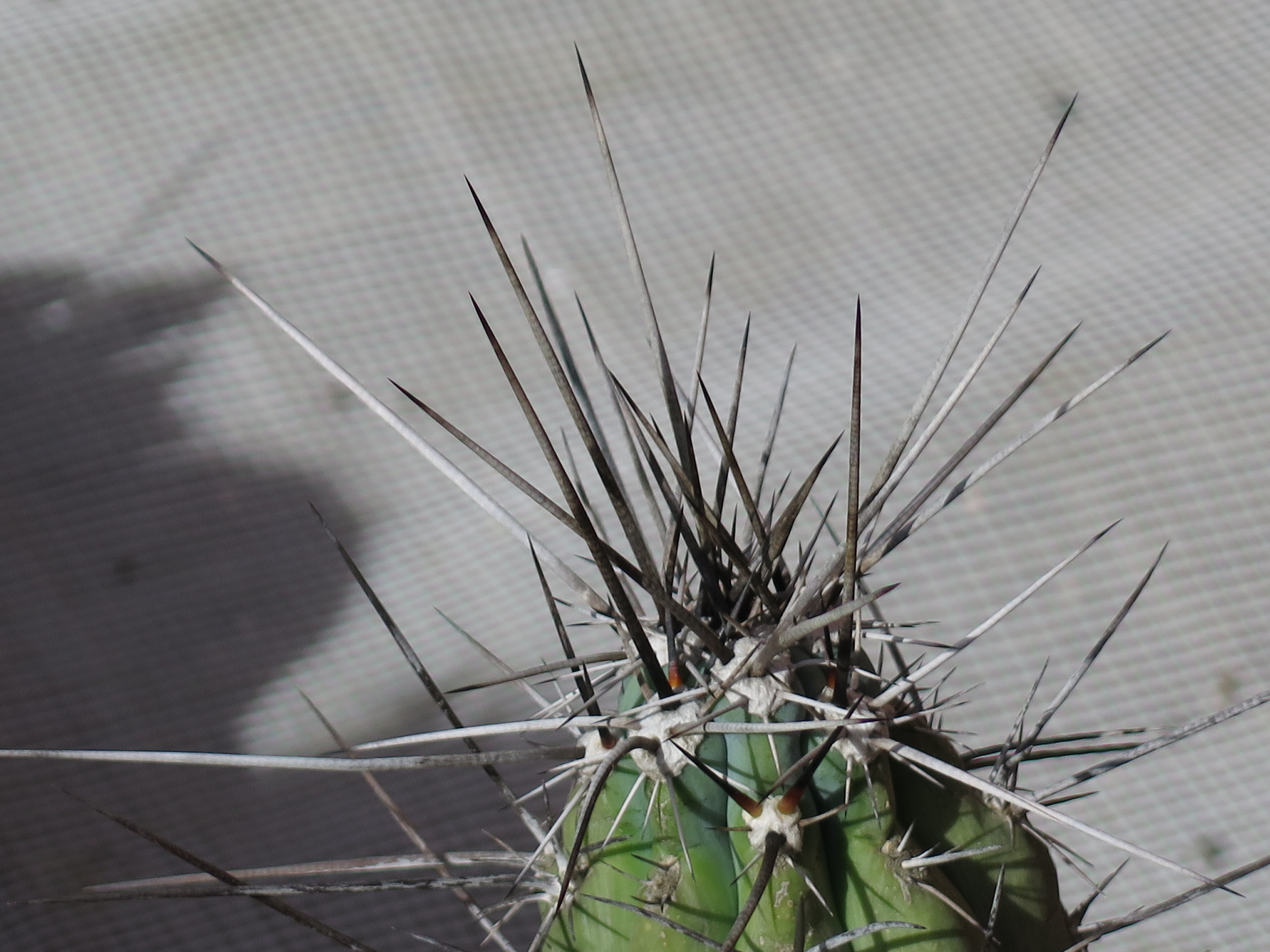
Les espines de Stetsonia coryne